# Уоррен, Элинор Кэтрин
Элинор Кэтрин Уоррен (англ. Eleanor Catherine Warren; 15 июня 1919, Лондон — 25 августа 2005, Оудби, графство Лестершир) — британская виолончелистка.
Уоррен родилась в Лондоне в 1919 году. Ее отцом был Уильям Резерфорд Уоррен. А её мать, Эльза Юлия, урожденная Селигман, была виолончелисткой. Элинор играла с самого детства и была зачислена в Лондонскую виолончельную школу, она была самой молодой ученицей, ей было пять лет. К тому времени, когда она окончила школу, она была знакома со многими важными музыкантами. В 1936 году она начала первый этап своей карьеры, когда Грегор Пятигорский помог ей получить первое концертное выступление. В послевоенные годы брала дополнительные уроки у Пьера Фурнье и Казальс, Пау. Концертировала до 1964 года, часто выступая с Английским камерным оркестром. В 1964 году по состоянию здоровья отказалась от выступлений и стала работать на радиостанции «Би-би-си», достигнув к 1975 году поста директора музыкального вещания. В 1977 году оставила радио и возглавила кафедру струнных в Королевском Северном музыкальном колледже в Манчестере. Затем Уоррен в 1984—1995 годах руководила отделением камерной музыки в Гилдхоллской школе музыки и театра, а в 1985—1996 годах одновременно в Королевском колледже музыки.